# Premi Ahmadou-Kourouma
El Premi Ahmadou-Kourouma és un premi literari suís creat en 2004, concedit anualment pel Saló Internacional del Llibre i la Premsa de Ginebra.
Aquest premi, que porta el nom de l'escriptor ivorià Ahmadou Kourouma, premia una obra de ficció o un assaig dedicat a l'Àfrica Negra.
El jurat és presidit pel professor Jacques Chevrier, i en formen part: Catherine Morand, periodista suïssa, Boniface Mongo-Mboussa, escriptor francocongolès, Christine Lequellec-Cottier, professora de literatura a la Universitat de Lausana, Noël Ndjekery, autor d'origen txadià, Romuald Fonkoua, director del Centre Internacional d'Estudis Francòfons (CIEF) de la Universitat París-Sorbonna (París IV), i Isabelle Rüf, crítica literària.

## Guardonats
- 2004: Esther Mujawayo i Souâd Belhaddad, per Survivantes. Rwanda, dix ans après le génocide (éditions de l'Aube).[3]
- 2005: Tanella Boni, per Matins de couvre-feu (Le Serpent à plumes).
- 2006: Koffi Kwahulé, per Babyface (éditions Gallimard).
- 2007: Sami Tchak, per Le Paradis des chiots (Mercure de France).
- 2008: Nimrod, per le Bal des princes (Actes Sud).
- 2009: Kossi Efoui, per Solo d'un revenant (éditions du Seuil).
- 2010: Florent Couao-Zotti, per son polar Si la cour du mouton est sale, ce n'est pas au porc de le dire (Le Serpent à plumes).[4]
- 2011: Emmanuel Dongala, per Photo de groupe au bord du fleuve (Actes Sud)
- 2012: Scholastique Mukasonga, per Notre-Dame du Nil (éditions Gallimard)
- 2013: Tierno Monénembo per Le Terroriste noir (éditions du Seuil)
- 2014: Mutt-Lon per Ceux qui sortent dans la nuit (éditions Grasset)
- 2015: Mohamed Mbougar Sarr per Terre ceinte (Présence africaine)
- 2016: Mbarek Ould Beyrouk per Le Tambour des larmes (éditions Elyzad)[5]
- 2017: Max Lobe per Confidences (éditions Zoé)[6]
- 2018: Wilfried N'Sondé per Un océan, deux mers, trois continents (éditions Actes Sud)[7]
- 2019: David Diop per Frère d'âme
- 2020: Hemley per Boum Les jours viennent et passent
- 2021:Blaise Ndala per Dans le ventre du Congo